# Stadtarchiv Heilbronn
Das Stadtarchiv Heilbronn ist das Archiv der Stadt Heilbronn in Baden-Württemberg. 
Das Archiv ist seit 1371 belegt und befand sich ursprünglich im Heilbronner Rathaus. Im 18. Jahrhundert erhielt das Stadtarchiv ein eigenes Archivgebäude, das mit einem Großteil des Archivbestandes beim Luftangriff auf Heilbronn am 4. Dezember 1944 zerstört wurde und dessen Ruine seitdem als Ehrenhalle eine Gedenkstätte für die Toten des Zweiten Weltkrieges und die Opfer des Dritten Reiches ist. 
Nach provisorischer Unterbringung an verschiedenen Standorten wie dem Heilbronner Fleischhaus bezog das Stadtarchiv in den 1970er Jahren mit dem Archivgebäude im Deutschhof sein heutiges Domizil. Neben dem eigentlichen Archiv verfügt das Stadtarchiv mit dem Haus der Stadtgeschichte über eine Ausstellungsfläche, die baulich mit den Städtischen Museen Heilbronn verbunden ist.

## Geschichte

### Ursprünge des Stadtarchivs
In der Urkunde, mit der Kaiser Karl IV. Heilbronn zur Reichsstadt erhob, werden die Schlüssel für die Siegel und Briefe erwähnt, woraus geschlossen wird, dass zu dieser Zeit bereits eine zentrale Verwahrung für städtische Urkunden bestand. Für das Jahr 1485 ist das Gewölbe des Heilbronner Rathauses als Archiv belegt. Urkunden wurden dort anfangs gemeinsam mit Kleinodien und den Geldvorräten verwahrt und waren nur den Ratsmitgliedern zugänglich. 1527 wurde durch Gregor von Nallingen im Auftrag des Rats ein Gewölbbüchlein mit dem Verzeichnis der vorhandenen Archivalien erstellt, das als ältestes Heilbronner Findbuch gilt. Gleichzeitig ist Gregor von Nallingen der erste Stadtschreiber (im Amt 1531 bis 1538), der in Zusammenhang mit dem Heilbronner Stadtarchiv genannt wird. Ein weiteres altes Repertorium der Bestände stammt von dem Stadtschreiber Jakob Ehinger aus dem Jahr 1543.
Bis zum Ende des 16. Jahrhunderts umfasste der Bestand der Akten der Stadtschreiberei drei voneinander abgetrennte Bestände: das eigentlich Archiv mit Urkunden und wertvollen Akten im Gewölbe sowie die in laufende und abgelegte Vorgänge unterteilte Kanzleiregistratur. Die Registratur wurde fortan von den Stadtschreibern geführt. Der Stadtschreiber Anton Alberti benötigte 44 Dienstjahre, um allein die beiden Kanzleibestände zu ordnen und zu verzeichnen. Erst 1638 wurde Hans Melchior Weber kurzzeitig hauptamtlicher Registrator. Von 1656 bis 1662 hatte Georg Friedrich Rollwagen die Stellung inne. 1681 wurde der spätere Bürgermeister Johann Esaias Rühle erster hauptamtlicher Aktuar der Stadt. Seit 1712 lässt sich die Reihe der Archivare lückenlos bis in die Gegenwart verfolgen. Der spätere Bürgermeister Heinrich Karl Philibert Orth war von 1756 bis 1757 Unterarchivar. Ihm folgte 1758 Eberhard Ludwig Becht, zunächst bis 1772 als Unterarchivar und danach bis 1777 als erster Archivar, nach.
Während des Dreißigjährigen Krieges wurde 1622 ein Teil der Heilbronner Akten vom Gewölbe in die Rüstkammer des Rathauses verbracht. Bei einem Rathausbrand 1659 wurde das Archiv in die benachbarte Kilianskirche ausgelagert. Mehrfach wurden die Akten bei sich anbahnender Gefahr auch aus der Stadt geschafft. Der eilige unsortierte Transport verursachte regelmäßig ein Durcheinander des Bestandes, worüber zahlreiche Klagen erhalten sind.

### Archivgebäude von 1765

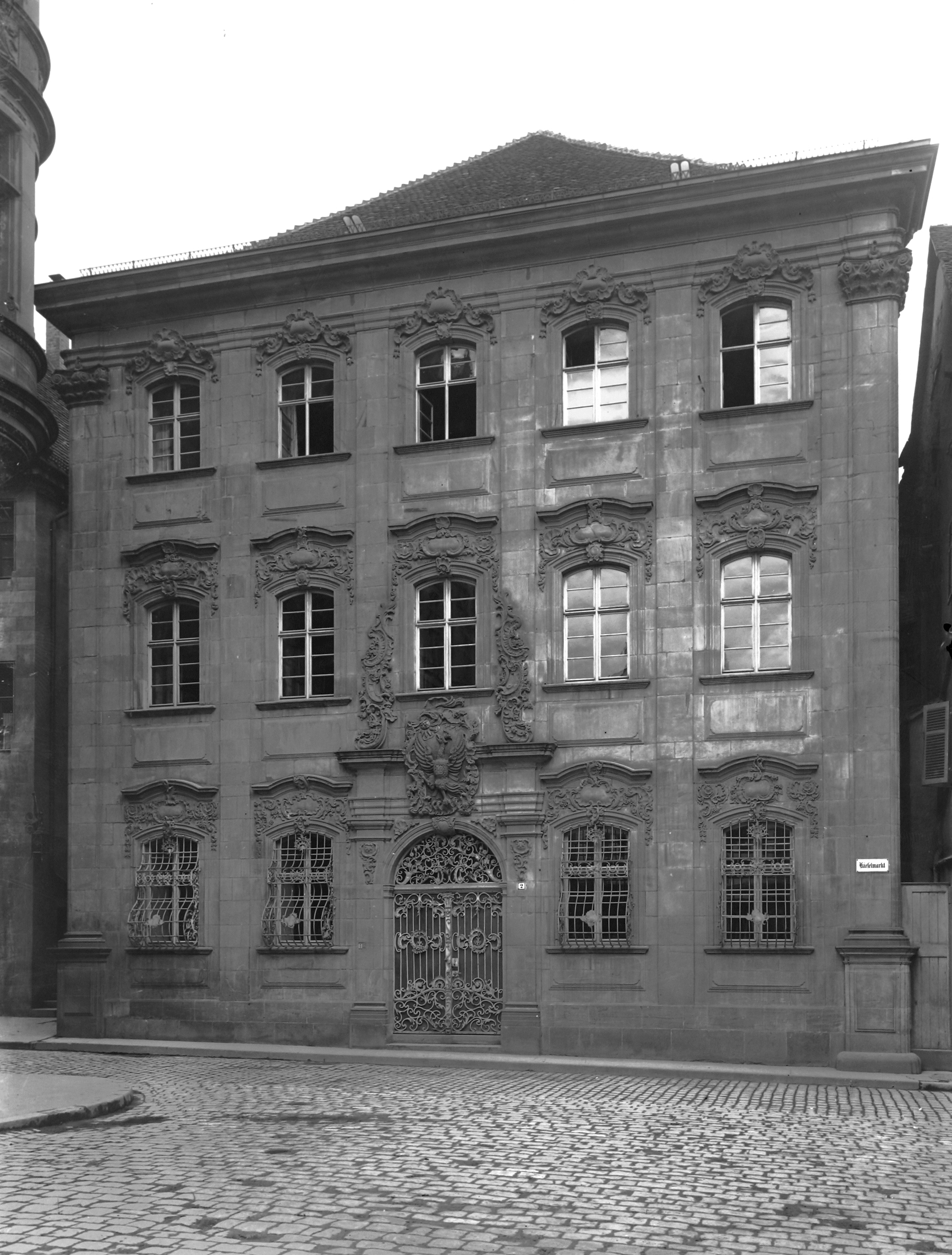
Das 1765 erbaute Archivgebäude im Jahr 1910

Speziell auf Unterarchivar Becht geht die Errichtung eines eigenen Archivgebäudes an der Nordostecke des im späten 16. Jahrhundert zu einer vierflügeligen, einen Innenhof umschließenden Anlage erweiterten Rathauskomplexes zurück. Die Archivare beklagten sich immer öfter über die unzureichende Unterbringung der Archivalien und die durch Flüchtungen in Notzeiten verursachte notwendige Neusortierung des Bestandes. Schließlich wurde ab 1765 ein viergeschossiges städtische Archivgebäude nördlich des Rathauses von dem Baumeister Johann Christoph Keller (1732–1801) erbaut. Die zweckmäßige Inneneinrichtung besorgte Becht. Das Mobiliar bestand aus Fluchtkästen in zwei Größen, in denen die Akten verwahrt wurden. Jeweils drei dieser Kästen wurden zu einem Schrank aufeinandergestellt. Durch Griffe an den Seiten der Kästen konnten die Kästen bei Gefahr rasch abtransportiert werden.
Bechts Nachfolger als erster Archivar wurde 1777 Philipp Gottlieb Daniel Aff, ihm folgte 1781 Christian Ludwig Schübler und diesem 1783 Georg Christian Franz Kübel. Im Jahr 1800 wurde Georg Feierabend als Archivar angestellt. Im Gegensatz zu seinen Vorgängern stand ihm kein Unterarchivar mehr zur Seite. 1808 wurde der frühere Archivar des Ritterkantons Kraichgau, Georg Philipp Uhl, der zuvor nur wenige Meter entfernt das Kraichgauarchiv betreut hatte, in den städtischen Dienst übernommen. Er leitete das städtische Archiv bis 1835.
Nachdem die Reichsstadt Heilbronn 1802/03 an Württemberg gekommen war, wurden im Juni 1825 zahlreiche wertvolle Akten für das Stuttgarter Zentralarchiv ausgehoben. Wertvoller Urkunden und ebenfalls seiner Funktion als Verwahrort wichtiger reichsstädtischer Rechte beraubt, wandelte sich das Archiv danach zu einem Objekt gelehrter Forschung. Mit einer Sondergenehmigung des württembergischen Königs erstellte Karl Friedrich Jaeger bis 1828 aus Archivbeständen eine erste publizierte Chronik der Stadt Heilbronn. Die Archivare Carl Gubitz (im Amt 1835 bis 1846) und Gustav Weismann (im Amt 1846 bis 1886) waren nur nebenamtlich im Archiv tätig, so dass die 1825 einst noch gelobte Ordnung des Archivs, die bereits 1846 schon bemängelt wurde, sich über Jahrzehnte nicht wesentlich besserte.
Ab 1886 betreute Friedrich Dürr das Archiv ehrenamtlich und sortierte und katalogisierte es bis 1891, wofür er dann die Archivgeschäfte auch offiziell nebenamtlich übertragen bekam. Dürr leitete das Archiv bis 1924 und verfasste in dieser Zeit eine neue zweibändige Chronik der Stadt. Auf Dürr folgte Moriz von Rauch (1868–1928), der das Archiv bis 1928 nebenamtlich betreute, als Privatgelehrter unzählige Forschungen im Archiv durchführte und eine große Zahl von Aufsätzen zur Stadtgeschichte vorgelegt hat. Als Rauchs Hauptwerk gelten drei zwischen 1913 und 1922 erschienene Bände des Urkundenbuchs der Stadt Heilbronn. Von 1929 bis 1933 leitete Georg Albrecht das Archiv ebenfalls nebenamtlich, bevor 1933 Götz Krusemarck eine hauptamtliche Archivstelle erhielt. Als Krusemarck 1940 zum Militär eingezogen wurde, übernahm sein Mitarbeiter Alexander Renz die Archivleitung.
Das Stadtarchiv stand jeher dem 1876 gegründeten Historischen Verein Heilbronn nahe. Beginnend mit Archivar Weismann gehörten die jeweiligen Archivare stets dem Ausschuss des Vereins an, mehrmals waren Archivare auch Vorsitzende des Vereins.

### Zerstörung im Zweiten Weltkrieg
Das Archiv umfasste um 1940 etwa 1000 Kästen in drei Gewölben, darin enthalten etwa 4000 Urkunden sowie 3000 Meter laufende Akten und Amtsbücher. Ab 1942 wurden wegen der Luftkriegsgefahr als besonders wertvoll geltende Akten ausgesondert und ausgelagert. Nach dem ersten schweren Luftangriff auf die Stadt im September 1944 wurde die Auslagerung ausgedehnt. Etwa 30 Prozent des Archivbestandes wurden in das Kloster Schöntal, das Schloss Domeneck bei Züttlingen, das Schloss Neuhaus bei Ehrstädt und das Schloss Waldenburg verbracht. Die ausgelagerten Bestände umfassten rund 3000 Urkunden, 400 Bände Ratsprotokolle, 300 Bände Beet- und Steuerbücher, 200 Bände mit Kauf- und sonstigen Verträgen sowie Gerichts-, Proklamations- und Totenbücher, Einwohnerlisten, Stammrollen, eine Sammlung mit alten Fotos und Radierungen, die Rats- und Gymnasialbibliothek sowie die städtische Musiksammlung. Die Archive der ehemaligen Gemeinden Böckingen und Neckargartach waren im Hafenmarktturm gelagert, das Spital- und Stiftungsarchiv in der Friedenskirche.
Beim Luftangriff auf Heilbronn am 4. Dezember 1944 wurde das Archivgebäude und mit ihm die rund 70 Prozent nicht ausgelagerten Archivbestände zerstört, ebenso der Hafenmarktturm und die Friedenskirche mit den darin befindlichen Archivalien. Lediglich die nach auswärts ausgelagerten Archivteile entgingen der Zerstörung und bildeten den Grundstock für das heutige Archiv. Die Vernichtung vieler originaler Quellen hat viele der bis 1944 von Archivaren und Forschern aus den Beständen erstellten Schriften zu Quellen erhoben. Die Ruine des Archivgebäudes wurde als heutige städtische Ehrenhalle erhalten.
Da Krusemarck 1945 gefallen war, wurde die Archivleitung an Renz übergeben, der das Archiv, das an verschiedenen provisorischen Orten untergebracht wurde, bis 1954 leitete. Ihm folgte als Archivleiter der 1957 verstorbene Gerhard Hess. Nach diesem leitete Axel Hans Nuber bis 1962 die Geschäfte. Diesem folgte 1963 Helmut Schmolz, der das Archiv bis zu seinem Ruhestand 1991 leitete. Schmolz zählte zu den ersten Archivaren, die eine umfangreiche Ausstellungstätigkeit aufnahmen, und gilt damit als einer der Vorreiter des modernen Archivwesens in Baden-Württemberg. Wie seine Vorgänger Moriz von Rauch und Georg Albrecht war Schmolz auch Vorsitzender des Historischen Vereins, dessen Schriftleitung in der Ära Schmolz vom Stadtarchiv übernommen wurde.

### Archivgebäude im Deutschhof

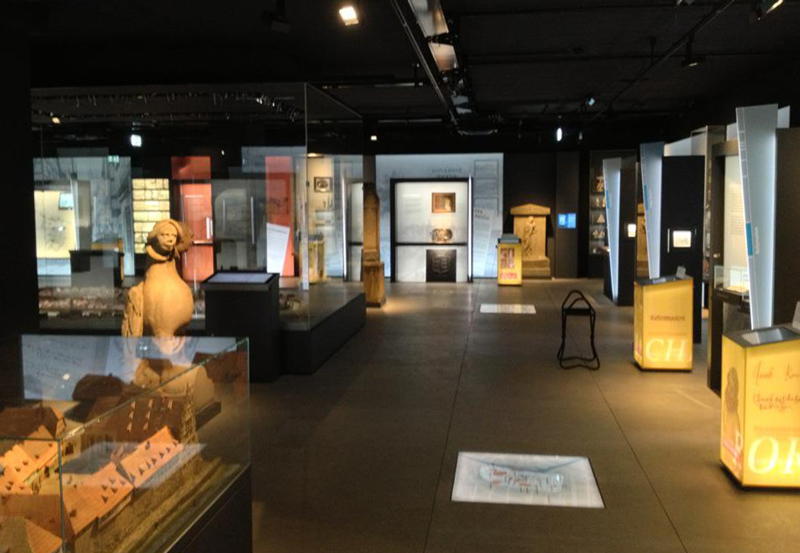
Dauerausstellung im Haus der Stadtgeschichte

1977 wurde ein neues Archivgebäude im Deutschhof fertiggestellt. Das mehrstöckige Gebäude hat drei Untergeschosse und enthält neben Archivräumen und Büros auch Ausstellungsflächen im Erdgeschoss, wo eine Dauerausstellung zur Heilbronner Stadtgeschichte zu sehen ist. Das Stadtarchiv Heilbronn wird gegenwärtig von Christhard Schrenk geleitet. 2011/12 wurde die Ausstellungsfläche im Erdgeschoss durch eine Spende von Otto Rettenmaier zum Haus der Stadtgeschichte umgestaltet. In der neuen Dauerausstellung sind mehr Exponate als zuvor zu sehen, das Ausstellungsangebot umfasst außerdem künftig auch multimediale Inhalte. Beim Umbau wurde die stadtgeschichtliche Ausstellung außerdem auch baulich mit den benachbarten, ebenfalls im Deutschhof befindlichen Städtischen Museen Heilbronn verbunden, die neben einer Kunstsammlung auch Bodenfunde und weitere stadtgeschichtliche Objekte zeigen.

## Lapidarium
Das Heilbronner Lapidarium mit zahlreichen historischen Steinwerken geht auf eine von Alfred Schliz begründete Steinsammlung zurück, die dem 1879 gegründeten Historischen Museum angegliedert war. Ab 1904 diente das Erdgeschoss des Fleischhauses als Ausstellungsfläche für Steindenkmäler. Nach dem Zweiten Weltkrieg war die Sammlung jahrzehntelang nicht mehr öffentlich zugänglich. Das Lapidarium ist seit Mitte der 1980er-Jahre in Magazinräumen im Alten Milchhof untergebracht und wird seit 2004 vom Stadtarchiv betreut. Es kann nach Absprache sowie üblicherweise am Tag des offenen Denkmals besichtigt werden.